# محمد صادقی آهنگر
محمد صادقی آهنگر (زادهٔ ۲۲ فروردین ۱۳۷۲) بازیگر اهل ایران است. وی در حوزه تئاتر در اجراهای افرادی چون مسعود دلخواه و جواد مولانیا به ایفای نقش پرداخته و در چند اثر نمایش خانگی مانند مانکن سابقه حضور داشته است.

## زندگی
محمد صادقی آهنگر در ۲۲ فروردین ۱۳۷۲ در تهران زاده شد. وی اصالتی مازندرانی دارد. او پدرش را در کودکی از دست داد و توسط مادرش که به پرستاری اشتغال داشت بزرگ شد. وی در دوره نوجوانی به صورت حرفه‌ای تکواندو کار می‌کرد و مدتی در باشگاه سایپا به رقابت می‌پرداخت. صادقی در رشته مدیریت تحصیل کرده و تئاتر را از همان ابتدای دوران دانشگاه آغاز نمود.
صادقی عضو جامعه رنگین‌کمانی است.

## دوران حرفه‌ای
آغاز دوران بازیگری او به شاگردی حمید سمندریان برمی‌گردد. نخستین اثری که روی صحنه به اجرا پرداخت کاری در ژانر کودک تحت عنوان خروس زری پیرهن پری بود. چندی بعد در چندین نمایش از افرادی چون مسعود دلخواه و جواد مولانیا به ایفای نقش پرداخت. سپس برای ایفای نقش مقابل دوربین و در اثر پریا ساخته حسین سهیلی‌زاده چندین بار تست داد و گریم مخصوص را نیز روی صورت خود پیاده کرد. ولی موفق به دریافت نقش نشد. اما بعدتر و به پیشنهاد سهیلی‌زاده برای مجموعه مانکن تست داد که همین اثر نهایتاً نخستین حضور سینمایی او در مقابل دوربین را رقم زد.

## برخورد امنیتی
در تیر ۱۴۰۲ و همزمان با انتشار یک ویدیو از زنی محجبه که قصد سوار کردن زنی دیگر بابت عدم تمکین از حجاب اجباری به یک ون را داشت محمد صادقی با انتشار پیامی تصویری در اینستاگرام خود از این عمل ابراز انزجار و خشم نمود و گفت دیدن این تصاویر باعث می‌شود تحریک به قتل این مهاجمان شود. پس از انتشار این ویدیو در صبح ۲۵ تیر او در صفحه شخصی اینستاگرام خود لایوی را پخش کرد که نشان می‌داد مأموران اطلاعاتی قصد یورش به خانه او را دارند. در ویدیو صدای کوبیده شدن در خانه او به قصد شکستن آن به گوش می‌رسید. او سپس برای فرار سعی کرد از بالکن آویزان شود که مأموران با اعزام ماشین آتش‌نشانی وی را بازداشت کردند.
این رویداد واکنش‌های گسترده‌ای را در حمایت از محمد صادقی، در نقد حجاب اجباری و همین‌طور در حمایت از دیگرانی که تجربه مشابه قربانی شدن در یورش‌های این‌چنینی توسط عاملان امنیتی را دارند در پی داشت. دادگاه انقلاب شعبه ۲۸ او را به اتهام تشویق مردم به جنگ و کشتار علیه برهم زدن امنیت کشور به پنج سال زندان محکوم کرده است و این حکم به تأیید شعبه ۳۶ نیز رسید. و در مصاحبه ای با شایا گلدوست صادقی در ایران وایر اعلام کرد در پی فشارهای امنیتی و حکم اعلام شده در نهایت وی مجبور به ترک ایران شد و خود را به پاریس رساند.

## آثار
| سال       | نام     | کارگردان       |
| --------- | ------- | -------------- |
| ۱۳۹۷–۱۳۹۸ | مانکن   | حسین سهیلی‌زاده |
| ۱۴۰۰      | افرا    | بهرنگ توفیقی   |
| ۱۴۰۱      | بی‌همگان | بهرنگ توفیقی   |

### تئاتر
| سال  | نام     | کارگردان     | اثر    |
| ---- | ------- | ------------ | ------ |
| ۱۳۹۷ | شاه لیر | مسعود دلخواه | شکسپیر |
| -    | آرش     | مسعود دلخواه |        |
| -    | مفیستو  | جواد مولانیا |        |
| -    | آمادئوس | جواد مولانیا |        |
| -    | گالیله  | جواد مولانیا |        |